# 30-Minuten-Rennen von Zeltweg 1997

Streckenlayout des A1-Ring 1997

Das 30-Minuten-Rennen von Zeltweg 1997, auch GTP – Grand Tourisme Porsche Weekend, Int. Meisterschaftsläufe, A1-Ring Austria, Zeltweg/Spielberg, fand am 31. August auf dem A1-Ring statt und war das dritte Rennen der Interserie dieses Jahres.

## Das Rennen
Nur sieben Fahrzeuge standen am Renntag in der Startaufstellung, von denen sechs nach einer Fahrzeit von 0:26:12,222 Minuten das Ziel erreichten. Der einzige Ausfall betraf den HSB-Penske PC18 von Karl Hasenbichler, der nach einem Elektrikschaden in der sechsten Runde ausfiel. Josef Neuhauser gewann auf seinem Reynard sein erstes Interserie-Rennen und hatte im Ziel 21 Sekunden Vorsprung auf den Zweitplatzierten Karl-Heinz Becker im Minardi M190. Dritter wurde Ranieri Randaccio im Fondmetal FG-01.

## Ergebnisse

### Schlussklassement
| 1           | Div. 1  | 12 | Dark Dog Lechner Racing Team | Josef Neuhauser    | Reynard         | 18 |
| 2           | Div. I  | 2  | Becker Motor Racing          | Karl-Heinz Becker  | Minardi M190    | 18 |
| 3           | Div. 1  | 8  | S.C.I. Team                  | Ranieri Randaccio  | Fondmetal FG-01 | 18 |
| 4           | Div. II | 52 | HSB Motorsport               | Joachim Ryschka    | Lola T93/50 HSB | 17 |
| 5           | Div. II | 50 | Dark Dog Lechner Racing Team | Wolfgang Griessner | Lola Horag HSB  | 17 |
| 6           | Div. I  | 11 | Michael Schuster             | Michael Schuster   | BGN-Argo JM19C  | 16 |
| Ausgefallen |         |    |                              |                    |                 |    |
| 7           | Div. I  | 5  | HSB Motorsport               | Karl Hasenbichler  | HSB-Penske PC18 | 6  |

### Nur in der Meldeliste
Zu diesem Rennen sind keine weiteren Meldungen bekannt.

### Klassensieger
| Klasse  | Fahrer          | Fahrzeug    | Platzierung im Gesamtklassement |
| ------- | --------------- | ----------- | ------------------------------- |
| Div. I  | Josef Neuhauser | Reynard     | Gesamtsieg                      |
| Div. II | Joachim Ryschka | Lola T93/50 | Rang 4                          |

### Renndaten
- Gemeldet: 7
- Gestartet: 7
- Gewertet: 6
- Rennklassen: 2
- Zuschauer: unbekannt
- Wetter am Renntag: warm und trocken
- Streckenlänge: 4,326 km
- Fahrzeit des Siegerteams: 0:26:12,222 Minuten
- Gesamtrunden des Siegerteams: 18
- Gesamtdistanz des Siegerteams: 77,868 km
- Siegerschnitt: unbekannt
- Pole Position: unbekannt
- Schnellste Rennrunde: Josef Neuhauser – Reynard (#12) – 1:26,044 = 180,661 km/h
- Rennserie: 3. Lauf zur Interserie 1997